# 역사적 문법적 방법
역사적 문법적 방법(historical-grammatical method)은 성경 본문에서 성경 저자의 원래의 의도된 의미를 발견하기 위한 기독교 해석학 방법이다. 16세기에 형성, 발전한 이 방법론은 특히 서방교회 종교개혁 찬성파(개신교)에서 활용하였다. 기독교 성경 해석 전통인 '역사적 성경해석'과 '알레고리 성경해석'의 측면에서 보면 역사적 성경해석의 방법론 중 하나이다.

## 역사적 문법적 성경해석의 역사적 배경
실제 로마 제국의 문화와 문명을 이은 동방 로마제국인 비잔티움 제국은 4세기부터 15세기까지 존속하였다. 비잔티움 제국의 쇠락과 서유럽지역의 르네상스는 깊은 연관을 지닌다. 15세기 비잔티움 제국이 멸망하는 과정에서 기독교 학자들이 같은 기독교 국가인 서유럽 지역이나 러시아 지역으로 이주하였고, 헬라주의를 수용한 문명 즉 비잔티움 제국의 수준높은 문화와 문명 유산이 서유럽 지역에 직접 전달되었다. 또한 전쟁 중에 이슬람 군대에 빼앗긴 비잔티움 제국 도서관 서적들은 저렴한 가격에 중동 지역을 통해 서유럽에 들어왔다.

### 비잔티움 제국의 붕괴와 동방교회 문화
11세기 교회 대분열 사건으로 서방교회와 동방교회가 분리되었지만 여전히 로마 제국의 전통은 비잔티움 제국에 있었고, 문화적인 수준과 과학 수준에서 서방교회 지역은 동방교회 지역에 비해 낙후되어 있었다. 1204년 서방교회의 제4차 십자군이 동방교회 지역인 비잔티움 제국의 교회와 도시에서 약탈행위를 자행했던 사건들을 보면 비잔티움 지역에 서방교회 지역인 서유럽에서 접할 수 없는 수준 높은 문명이 존재했었다. 그러나 이런 약탈이 자행된 13세기 이후 완전히 단절된 상태가 되었다.

### 역사적 해석 방법론 유입
15세기 비잔티움 제국의 몰락 이후 같은 기독교 국가였던 서유럽지역, 서방교회에 다양한 비잔티움 제국의 문화와 학술적 자료가 유입되었다. 특히 성경해석분야에서 역사적 성경해석을 강조했던 안디옥 신학의 흐름을 따랐던 동방교회의 성경해석과 함께 고전문학의 역사적 해석 기법이 교황 중심의 알레고리 성경해석을 강조했던 서방교회에 큰 충격을 주었다.
특히 르네상스 운동에 알레고리 성경해석과 전혀 다른 역동적인 역사문법적 방법론의 수용은 성경해석뿐만 아니라 고전문학과 고전문헌들의 해석에 큰 힘이 되었다. 서방교회에서 잊었던 기독교의 또 다른 성경해석 전통인 역사적 성경해석 방법론을 재정립하는 계기가 되었다.

## 방법론의 발전
르네상스는 헬라와 로마의 고전에 관심을 가짐으로써 고전 해석에 새로운 관점을 열어주었다. 이런 영향을 받은 인문주의자들은 원전을  해석하는 학문적 방법까지 발전시켰다. 특히 헬라어 신약 성경 해석에 사용했다.
에라스무스는 헬라어 신약 성경의 첫판을 출판함으로써 역사적이며 문법적 해석 방법을 처음으로 시도했다. 그는 자신의 이 해석원리를 신약성경 (라틴어: Novum Instrumentum 노붐 인스트루멘툼[*])의 서문에서 말했는데, 그가 제안한 것은 해석자가 원어와 그 시대의 역사적, 지리적 그리고  사회적 상황과 함께 문법적인 사용에 의해서 본문의 참된 의미를 이해해야 한다는 것이다.

## 종교개혁가들
루터와 칼뱅과 같은 서방교회 종교개혁 찬성파였던 종교개혁가(훗날 개신교)들은 성경을 정확하게 해석하기 위하여 인문주의자들의 언어역사적 방법을 채택하였다. 그들은 이 방법을 통하여 중세기 해석가들의 알레고리 방법론인 4중적 의미의 해석을 반대하고 역사적이며 문자적 의미를 강조했다. 동시에 교부들의 전통과 서방교회 교황의 권위에 의하여 해석되는 것을 반대하고, 성경이 성경을 해석하는 원리를 주장했다.

## 영향
역사적 성경해석의 전통을 따르는 역사적 문법적 해석은 현대의 성경 해석학의 시초로 성경 저자의 의도를 바르게 전달하며, 독자들에게 학문적으로 성경을 이해하는데 도움을 주었다.
현대의 역사비평적 성격해석도 이런 흐름 속에 있다. 역사적 성경해석의 기법의 발전형태인 역사문법적 해석은 18세기 전후로 역사비평적 성경해석으로 발전하였고, 이후 다양한 성경 비평 방법론의 등장을 알린 성경해석 방법이다.

## 여러 관점들
현대 성경 신학의 주류를 이루는 역사비평학(historical-critical method) 또는 역사비평 성경해석은 역사적 성경해석의 전통을 따르며, 역사 문법적 성경해석의 발전 형태이다. 현재 역사적 문법적 방법은 여전히 종교개혁 전통을 지닌 개신교회에서 수용하는 방법이며, 역사비평 성경해석을 받아들이지 않는 보수 개신교 학자들도 사용하는 주요 성경해석 방법이다. 역사문법적 성경해석은 16세기 종교개혁 당시의 주요 성경해석 방법으로 수용되었고, 18세기에는 역사비평 성경해석으로 발전하는 토대가 되었다. 역사문법적 방법은 독자의 이해를 강조하는 독자 반응 해석과도 다르지만 본문의 역사적 상황과 본문의 문법적 구조와 특성을 이해하는데 강조점을 가진다.

## 같이 보기
- 역사적 성경해석
- 4중적 의미의 해석
- 신학적 해석학
- 해석학 (철학)
- 석의
- 역사비평학